# Крупа на Врбасу
Крупа на Врбасу је насељено место и седиште истоимене месне заједнице на подручју града Бање Луке, Република Српска, Босна и Херцеговина. На попису становништва 2013. године, Крупа на Врбасу је имала 1.239 становника.

## Географија

### Положај
Крупа на Врбасу је смештена на левој страни дна долине Врбаса, десне притоке Саве, и долинским странама Крупе, леве притоке Врбаса, и источним и североисточним падинама Мањаче (1.236 м), између Присјаке (815 м), Страже (790,2 м), Кршњатице (954 м), Паљевине (898 м), Ператовца (872 м), Крчевине (646 м), Јаворја (554 м) и Брда (500 м), са обе стране магистралног пута Бања Лука—Јајце. Простире су у висинској зони од 210 до 680 м. Куће Мијића, који су расељени шездесетих година 20. века, у засеоку Рацуне, налазиле су се на 820 м. Најнижи део насеља лоциран је поред тока Врбаса, а највиши на падинама Мањаче. Засеоци су смештени у свим деловима атара и имају карактеристичне микроположаје, за које се најшире може рећи да представљају природно погодне локације. Смештени су на алувијалним равнима Врбаса и Крупе, на контакту алувијалне равни и котлинског побрђа, на додиру котлинског побрђа и планинског обода и на странама планинског обода ка долинама Крупе и Врбаса. Крупа на Врбасу лоцирана је 25 км југозападно од Бање Луке, док су поједини засеоци знатно удаљенији, засеок Рацуне 38 км (путем преко Крупе на Врбасу) или 28 км (путем Бања Лука—Чађавица преко Кола).
Микроположај насеља одређују географске координате: 44°34’ и 44°39’ северне географске ширине и 17°4’ и 17°7’ источне географске дужине. По географској регионализацији перипанонског дела Републике Српске, Крупа на Врбасу са својим залеђем, припада Бањалучкој микрорегији, саставном делу Бањалучко-добојске регије Републике Српске, која обухвата долину и слив средњег тока Врбаса, од Црне Ријеке и Лакташа, западни део слива Босне и слив горње Укрине. Крупа на Врбасу, са околним насељима, по регионалној класификацији за потребе просторног планирања Републике Српске, улази у склоп Бањалучког региона или осовине првог реда који повезује главне центре северног дела Српске, Бијељину, Брчко, Добој и Бању Луку.
На основу ранијих тумачења, Крупа на Врбасу са околином припада Змијању, посебном пределу у широј околини Бање Луке, које се дефинише и као крај омеђен рекама Врбасом, на истоку, и Саном, на западу, планином Козаром (977 м), на северу, и током Пливе на југу. По предању, то је Змијање од пре Косова, у које је кнезовао Рајко од Змијања, који је водио Змијањце на Косово. Данас Змијање, у ужем смислу, обухвата ужи простор, планину Мањачу и територију западно од ње, где су лоцирана села Горње и Доње Ратково, Стражице, Ситница, Дујаковци, Локвари, Лусићи и Стричићи, које се још назива и Кол Змијање.
Саобраћајно-географски положај је повољан и комуникативан. Главним комуникацијама, магистралним путем Бања Лука—Јајце, чија дужина износи 72 км, који је изграђен у време аустроугарске окупације Босне и Херцеговине 1894. године, а пуштен у саобраћај 1896. године, и регионалним путем Бања Лука—Чађавица—Мркоњић Град, дужине 57 км, насеље је повезано са суседним и даљим географским пределима, преко просторно разгранате и густе мреже локалних и сеоских путева. Почетком 20. века, тачније законом од 17. фебруара и 6. марта 1913. године, планирана је градња железничке пруге нормалног колосека, чија би траса пратила пут Бања Лука—Јајце, али се од те идеје одустало, највише због заштите средњовековних градова у долини Врбаса. Постоје индиције да је насеље Крупа на Врбасу у прошлости представљало подручје којим су водиле важне саобраћајнице из Паноније, на северу, ка Јадранском приморју, на југу. На то упућују локалитет Градина, праисторијска градина и римске утврде у Рацунама, Градина у Пехуљама и средњовековно утврђење Гребен-град, на десној долинској страни Крупе, јужно од Крупе на Врбасу.

### Геолошка основа и рељеф
Геолошку основу терена Крупе на Врбасу чине јурски кречњаци и бречасти кречњаци из формације креде. Крупско поље је изграђено од квартарних пескова и шљункова разне гранулације. Са обе стране реке Крупе налазе се конгломерати, мркожути пешчари, сивоплаве глине, лапори, лапоровити кречњаци и појаве угља. У близини манастира ископавани су комади угља до 200 кг, као и у Леденицама. На основу геолошких истраживања и геолошке карте о бочачко-крупском неогеном простору, површине 10км2, поред налазишта угља која су неистражена, регистроване су појаве боксита и кречњака.
Крупа на Врбасу у свом западном делу припада планинском, а у источном равничарско-брдском терену. Нагиби топографске површине су утицали на овакво просторно ширење насеља. Доминира планински рељеф, а преовлађујући елементи су кањон Врбаса, Крупска раван и планинско залеђе. Тектонски покрети, флувијална ерозија и акумулација утицали су на стварање кањона Врбаса, дубине 200 до 700 м. Крупска раван настала је тектонским покретима у неогену (ниоцен). Иницијални рељеф обликован је алпском орогенезом, а данашњи изглед добија дуговременим деловањем многобројних ерозивних процеса.
Од површинских и подземних крашких облика рељефа, најпознатија је Стрикина пећина (дужине 36 м), у засеоку Ријека, код родовских кућа Стрика, и Кућерина у засеоку Врановини. По предању, из Стрикине пећине је у прошлости извирала река Крупа. У Рацунама, на локалитету Таванак, налази се безимена јама, дужине 34 м и дубине 71 м, на Рацунским странама јама Врани камен и у Малој Домањици Међеђа јама. На територији Крупе на Врбасу налази се велики број извора, од којих су већи у засеоку Рацуне Беговац код кућа Пролића, Зелетина код кућа Амиџића, Смрчевица код кућа Павловића, Лежевица и Студенац код школе, Ограђеница код кућа Тешановића и Просана и Девића врело. У засеоку Леденице Грабовица, Станиште, Буквица, Каменица, Рамадановац и Ђурин точак, у засеоку Зидине Точак, Бећировац, Сердарево врело и Пејића точак, у засеоку Ријека Васиновац, Љесковица, Огњеница, Шамарин поток и Јовичин поток, у засеоку Поље Црно врело и у Грабешкој или Сереџанској мали Врело.

### Клима
Клима је умереноконтинентална са извесним утицајима панонске климе. На територији Крупе на Врбасу заступљена су два микроклимата, топлији (долински) и хладнији (планински). Средња годишња температура ваздуха износи 11,5 °C. Средња годишња количина падавина износи 85,4 mm. Иако је количина падавина мала, она је равномерно распоређена по годишњим добима, највише падавина је у јесен, када се излучи 287,8 mm, а најмање зими 222,7 mm, у пролеће 263,4 mm, а лети 250,5 mm. У вегетационом периоду, од априла до септембра, излучи се просечно 549,4 mm воденог талога. Просечан број дана са снегом је 58, од чега највише у јануару (20 дана). Од ветрова највећу учесталост има северни (северац), а најмању јужни, који се у народу назива југовина.

### Воде
Хидрографска мрежа због кречњачко-доломитске водопропусне и шкриљаве водопропусне основе је доста развијена са бројним изворима (врелима), док нека насеља оскудевају у води. Поједини извори су каптирани за потребе водоснабдевања насеља, спроведени до јавних чесми или су неискоришћени. Главна река овог краја је Врбас са својим левим притокама Крупом и Рекавицом. Повољна надморска висина (690 м) и пад реке Врбаса погодују хидроенергетском искоришћавању. Узводно од Бочца, на територији насеља Сурјан, код Мркоњић Града, налази се ХЕ Бочац, инсталационе снаге 110 MW, чија је градња почела 1977. године, са годишњом производњом 307,5 GWh, и мањи компензациони базен Бреница на око 7,3 км низводно од хидроелектране. На Врбасу је планирана изградња проточног прибранског постројења ХЕ Крупа, запремине 7,87 км3, што би довело до потапања дела насеља Крупа на Врбсу, Пољица (заселак Љубачева) и једног дела Рекавица.
Алувијална раван Крупе (Крупско поље) је богата подземним водама. Фреатска издан налази се на дубини од 5 м. Републички завод за заштиту споменика културе, природних знаменитости и ријеткости Босне и Херцеговине, ставио је 1964. године под заштиту извор и водоток Крупе са каскадним делом.. Крупа је понорница, извире испод Димитора а понире у јужном ободу Подрашничког поља, под називом Понор. Након понирања појављује се у Крупи на Врбасу, под називом Крупа и чини леву притоку Врбаса. Вода ове реке користи се за водоснабдевање Крупе на Врбасу, односно 100 домаћинства, док се остала домаћинства водом снабдевају директно са многобројних извора, као и водом из копаних бунара у којима се сакупља кишница. На територији Крупе на Врбасу, посебан значај имају и култни извори, за које постоје предања да су лековити, а које мештани појединих села посећују за време празника, као што су Бећурак у Добрњи или Василино (Каурино) врело у Шљивну.

### Земљиште, флора и фауна
Највећу заступљеност имају кисела и кисело-смеђа земљишта на карбонатним стенама ограничене производне способности, terr rossa, рондзине, делувијална земљишта, смеђа колувијална земљишта на глинама и смеђа кисела земљишта на шкриљцима и пешчарима. Уз ток Врбаса заступљена су алувијална карбонатна земљишта, а ближе обали и алувијална некарбонатна земљишта. Вегетацијски покривач је сачињен од разноврсног мешовитог растиња (буква, граб, храст китњак, бор, јела и друго). Поред тока Врбаса преовлађује храст китњак и обичан граб, а на кршним камењарима доминирају шуме и пашњаци. Животињски свет је доста богат и разноврстан са мноштвом капиталних примерака, међу којима се истичу медвед, вук, лисица, срна, дивља свиња, зец, фазан, јазавац, веверица и друге врсте. Водотоци су богати младицом, поточном пастрком, липљаном и другим врстама риба.

## Атар
Површина насеобинске територије Крупе на Врбасу, коју чине две катастарске општине, Крупа на Врбасу (2.358 хектара) и Рацуне (2.943 хектара), износи 5.301 хектар, од чега је 2.647 хектара у приватном и 2.654 хектара у државном власништву. Обрадиво земљиште обухвата 1.861 хектар, пољопривредно 2.186 хектара, продуктивно 5.131 хектар а непродуктивно (неплодно) земљиште 170 хектара. У структури коришћења земљишта преовлађују шуме (55,55% укупне површине атара), оранице и баште (22,9%), ливаде (10,53%) и пашњаци (6,13%).
Шуме су распрострањене на Мањачи, Кршњатици, Ператовцу, Јасеновцу, Лисини, Паљевини, Кули, Странама, Градини, у Доловима, Бунариђу, Врановини, Гредицама и Осоју. Оранице и баште су углавном око сеоских кућа. Пашњаци се налазе на Присјаци, Округловцу, Катуну, Главици, Таванку, Стражи, у Мијића крајевима, Крушковцу, Павловој равни, Плећинама и Пољанама, а ливаде на местима Присјака, Стража, Палеж, Крчевина, Храст, Тешића долина, Раковића брдо, Лице, Љубојине њиве, Брезик, Салаковица, Шибови, Делића долови и Крушковац. Утрине се налазе на местима Мијићи крајеви, Попове ливаде, Округловац и Таванак.

## Физиономија и уређеност
Централни део Крупе на Врбасу, заселак Поље, има збијену структуру, а остали засеоци разбијену структуру насеља. Својим физиономским склопом Крупа на Врбасу повезује седам заселака, са више просторно одређених група родовских кућа: Рацуне (Павловићи, Амиџићи, Ченићи, Анђелићи, Љевари, Бојанићи, Лекићи, Тешановићи, Ерцегови, Станетићи, Просани, Крупљанини, Ђурђевићи, Љубоје, Галешићи, Коваћевићи, Станчевићи, Пролићи, Кнежевићи, Чубриловићи и Девићи), Леденице (Бојанићи, Анђелићи, Поповићи, Чубриловићи, Шамаре, Ињци, Малбашићи, Малчићи, Мијићи, Ристићи, Стрике, Станчевићи, Маринковићи, Благојевићи, Врањешевићи, Врањеши, Јекићи, Вукојевићи, Орози, Лакићи, Пеуље, Грбићи и Тарлаћи), Врановину (Амиџићи и Новаковићи, а Станчевићи и Подрашчани су исељени), Зидине (Видовићи, Вучићи, Бановићи, Симићи, Шкорићи, Станојчићи, Мијићи, Лукендићи, Новаковићи, Сердари, Драгићи, Антонићи, Перићи, Ковачевићи, Рађевићи, Подрашчани, Шормази, Илићи, Товиловићи, Поповићи, Благојевићи, Пејићи, Чекићи, Орозовићи, Ковјенићи и Миловановићи), Сереџане (Сереџанска мала) или Брђанска мала (Михајловићи, Малићи, Орозовићи, Мијићи, Дуцани, Ристићи, Јекићи и Врањеши), Ријеку (Лукендићи, Орозовићи, Вученовићи, Илићи, Чубриловићи, Шамаре, Шутићи, Пејићи и Стрике) и Поље (Билићи, Милановићи, Стрике, Станчевићи, Товиловићи, Тешићи, Чивчоћи, Вуковићи, Ступари, Матијевићи, Орозовићи, Тешановићи, Шамаре, Мијатовићи, Трожићи, Видовићи, Девићи, Михајловићи, Милашиновићи, Бањци, Рађевићи, Макивићи, Ињци, Благојевићи, Илићи, Скакавци, Чубриловићи, Тарлаћи, Улетиловићи, Ристићи, Крчмари и Попадићи).
Електрификација Крупе на Врбасу почиње 1954. године, када је електрично осветљење уведено у централни део насеља, да би тек 1975. године била завршена, када струју добија последњи заселак Рацуне. Водоснабдевање је колективно, преко водовода са Гашића вртела, који се налази на територији суседног насеља Крмине и индивидуално са извора и копаних бунара, у којима се сакупља кишница. У засеоку Леденице се налази Министарова чесма, за коју је каптиран извор Грабовица, изграђена 1976. године.
Крупа на Врбасу је повезана са Бањом Луком путем кроз кањон Тијесно, који је пресечен у време Аустроугарске. Убрзана изградња локалних путева почиње тек после Другог светског рата, када су асфалтирани раније трасирани путеви. Тако је заселак Леденице спојен Министаровим путем (назван по Васи Чубриловићу) са центром Крупе на Брбасу, док су Рацуне преко насеља Кола, повезане путем са Бањом Луком, који је делимично асфалтиран деведесетих година 20. века. Године 2001. асфалтиран је пут до викенд насеља Слапови на реци Крупи, када је постављена и улична расвета. Пут од центра села до манастира Крупе је модернизован тек 2004. године. Улична расвета у центру Крупе на Врбасу уведена је седамдесетих година 20. века, а почетком 21. века је модернизована и проширена. Од 2000. године почиње масовна телефонизација појединих делова Крупе на Врбасу.
Поред десне стране пута Бања Лука—Јајце налази се Партизанско спомен-гробље, које је под заштитом државе, изграђено 1954. године, са именима 44 погинула борца. Код здравствене амбуланте 2003. подигнут је споменик палим борцима у Босни и Херцеговини током деведесетих година 20. века, са именима 11 бораца.

## Историја
Многобројни археолошки налази, писани извори и усмено казивање, са реалном историјском основом, указују да насеобинска историја Крупе на Врбасу има вишевековни континуитет. Анализом раније насељености констатовани су трагови праисторијског насељавања, из палеолита, који су пронађени у Стрикиној пећини. Остаци из римског периода сачувани су на месту Градина. Имајући у виду да је за време римске владавине овим просторима пролазио пут Salona—Servitium (Сплит—Градишка), са великом сигурношћу се може тврдити да је овај простор био тада насељен. Пут је изграђен за време Долабела, а његова дужина је износила 167 миља. Од главног пута, одвајали су се прикључни друмови који су водили од Мркоњић Града ка Бањој Луци, с тим да је један крак пролазио преко Тријебова, спуштајући се у Змијањски понорац, преко Батаруше, а затим источним падинама Тиричевице водио до села Локвара. Римски пут, од Локвара, је делимично наследио савремени друм, који пролази засеок Илићи, поред кућа Пајића, у Горњим Стричићима, и излази код Корачка, у Стричићима, где се спајао са путем Подрашничко поље—Бања Лука. Од Корачка римски пут се спуштао у Добрњу до засеока Кадина вода, одакле се одвајао за Шљивно, па преко засеока Ко0натара и Плавшића мале (Кола), трасом данашњег пута од Вилуса, излазио на Врбас код Горњег Шехера. Постоји могућност да је овај пут коришћен и током турске владавине, што потврђују многобројни ханови. У Бањалучком котару су 1878. године постојала 32 хана, од којих су шест били у Бањој Луци.
На простор данашње Босне Словени су затекли илирско-романско становништво које је временом асимиловано. У неким писаним документима се налази да су Турци на овим простору затекли чисто словенско-српско становништво, које се пред најездом Османлија повлачило у насеља планинског подручја. Главно занимање тадашњег становништва је било сточарство.
Босна се први пут помиње у писаним изворима у 10. веку, када је обухватала подручје око горњег и средњег тока истоимене реке до Завидовића. У то време представљала је саставни део Србије. После владавине бана Кулина она је опустела, а наводи се да је Босна тада изгледала као пустиња и шикара, пуна трња и коприва и постала је легло гуја. Током 12. века формирана је средњовековна држава Босна, у чији састав су временом ушле пет области: Западне Стране или Завршје, Соли, Усора, Доњи Краји и Захумље. Крупа на Врбасу је у том периоду улазила у састав Доњих Краја, који се први пут помињу 1244. године. У склопу Доњих Краја налазила се жупа Земуник, која се на југу граничила са деловима жупа Лука и Баница, на истоку са жупом Врбањом, на западу жупом Саном, а на североистоку жупом Глаж. У писаним изворима жупа Земуник се први пут помиње 1287. године у Пријездиној повељи, којом он жупу дарује у мираз својој ћерци Катарини и зету Бабонићи, наглашавајући да су његови преци поседовали жупу Земуник. Жупа се последњи пут наводи 1434. године у повељи Јурја, војводе Доњих Краја. На територији коју је захватала жупа Земуник, убицирана су насеља: Кола, Павићи, Бочац, Агино Село, Крмине, Крупа на Врбасу и Рекавице. Од насеља која су се налазила у жупи, чији су називи данас очувани у именима засеока спадају: Ruysche — Рујиште, које данас представља катастарску општину и засеок Рекавица, и Scotesnicha — Сјутрашњица, данас катастарска општина у саставу Кола. Босна је највећи успон и простарнство, када је излазила на море, имала за време владавине краља Твртка I Котроманића.
Падом средњовековне Босне 1463. године и успостављањем турске власти на простору жупе Земуник, формирана је нахија Змијање, која је постојала до почетка 19. века. Угарски краљ Матија Корвин је 1463/64. заузео северне босанске крајеве, из којих је потиснуо Турке, и на територији, између реке Врбаса, па све до Јајца, и источно од реке Босне до Зворника, организовао две бановине, Јајачку и Сребреничку. Крупа на Врбасу је ушла у састав Јајајчке бановине, која је постојала до 1527/28. године. У турским катастарским пописним дефтерима из 1541. године у нахији Змијање наводе се вароши Бочац и Крупа на Врбасу, са 21 селом и 350 кућа, од којих су шест села насељене мезре и један чифлук. У нахији Змијање евидентирана су насеља Шљивно (Шљивна) са 22 куће, Добрња са 18 кућа, Љиљановац (данас Дујаковци) са 10 кућа, варош тврђаве Крепна или Врх Крупна (Крупа на Врбасу) са 14 кућа, и варош тврђаве Бочац са 29 кућа. Пописом из 1563. у нахији је уписана и варош Звечај, Рекавице (Рјекавице) са 12 кућа и мезра Љубачево са 17 кућа. Поједини истраживачи наводе дасе Змијање први пут помиње 1587. године у Вакуфнами Ферхат-пашине џамије у Бањој Луци. Нахија Змијање је припадала Бањалучком кадилуку, који је обухватао 10 нахија, основан почетком друге половине 16. века. У Путопису Евлије Челебије стоји да је Бањалучки кадилук основан после 1554, а пре 1583. године, и да се пре тога налазио у кадилуку Кобаш, који је пре 1583. претворен у Бањалучки. Новом административном поделом, Турци су на територији Босне формирали Босански санџак, са седиштем у Врхбосни — Сарајеву, који се делио на кадилуке (казе). Убрзо након тога, Бања Лука 1554. постаје седиште Босанског санџака, које је премештено из Сарајева. После формирања Босанског пашалука, од 1580. Бања Лука је била његово седиште, све до средине 17. века., када је седиште премештено у Травник, а од 1851. у Сарајево. Босански пашалук је 1699. обухватао пет санџака и 38 кадилука, са најмањом територијалном јединицом нахијом.
По успостављању турске власти, путописац Бенедикт Курипешић наводи да на овом простору станује  много мартолоса, војника плаћеника, у већини случајева без породице и земље, који су се углавном налазили уз неку тврђаву. Усмено предање, које је забележио Петар Кочић у приповеци Змијање, указује да су становници ових предела служили Турцима као мартолоси, јер су чували стражу у Стражицама и по мало војевали са Турцима. У освојеној Босни, Турци су затекли ратаре и сточаре православне и католичке вере. Ратаре су распоређивали у тимаре и хасове, и били су превођени у рају која је плаћала обавезе на земљу у натури. Сточарско становништво, које су Турци називали Власима, није било трајно настањено на одређеној територији, и плаћало је порез у Филурији (дукатима). У турским дефтерима пише да су у нахији Змијање становници плаћали филурију у износу од 150 акчи и да су имали повластице филуриџија. Други извори наводе да је становништво Змијања, у општини Омашка, плаћало годишњу филуриџију од једног дуката. Због начина плаћања, може се са сигурношћу тврдити да су ове просторе насељавали сточари. Неки истраживачи износе чињенице да је Змијање вазда имало своју властиту земљу и извесну аутономију и да становници са поносом истичу да су старовници и својаци од постања. Становништво Змијања је у турским дефтерима уписано по именима оца, мада су у неким селима већ била формирана презимена, као што су Врањеш у Дујаковцима, Марић и Радоњић у Бочцу и Радоњић у Крупи на Врбасу. Неки истраживачи наводе да је после пада Јајачке бановине 1528. године било знатно досељавање становништва из Херцеговине, као и почетком 19. века са тромеђе Далмације, Босне и Лике. То потврђују истраживања заснована на предању мештана. Према другим писаним документима овај простор је насељен у 16. веку српским сточарима из Старе Рашке, Херцеговине, Зете и Источне Босне.
После 1878. године, за време аустроугарске окупације, Крупа на Врбасу улази у састав Бањалучког округа, који се делио на мање административно-територијалне јединице, котаре (срезове). Аустроугарским пописом из 1910. године, Крупа на Врбасу је организована као сеоска општина у саставу сеоског котара Бања Лука. Осим територијалних промена, аустроугарска окупација допринела је погоршању социјално-економских прилика. Нерешени аграрно-феудални односи на селу довели су до тога да је сељак и даље био кмет, који је давао земљопоседнику трећину, а држави десетину, или слободан сељак са мало земље. У Бањалучком котару,од 95 катастарских општина, само у Локварима није било кмета.
Након Првог светског рата, стварањем Краљевине Срба, Хрвата и Словенаца, административно-територијалном поделом на области, Крупа на Врбасу је припала Бањалучком сеоском котару (срезу) у Врбаској области. Законом из 1929. године, када је Босна и Херцеговина подељена на четири бановине, Дринску, Врбаску, Зетску и Приморску, Крупа на Врбасу улази у састав Врбаске бановине, чије је седиште било у Бањој Луци.
У социјалистичком периоду, Крупа на Врбасу у мрежи насеља Социјалистичке Републике Босне и Херцеговине, све до укидања статуса општинског центра 1963, имала је истакнуто место у мрежи њених насеља са централним функцијама локалног нивоа.

## Становништво
Кретање укупног становништва Крупе на Врбасу је резултат међусобног утицаја природног прираштаја, са једне, и механичког одлива становништва, са друге стране. У демографском развоју Крупе на Врбасу уочљиве су три главне карактеристике које су међусобно повезане. Прва, континуирани пораст од ослобођења од Турака до шездесетих година 20. века, када апсолутни просечни годишњи пораст становништва износи 26,3 становника, друга, стално смањење сеоске популације, почев од седамдесетих година 20. века, када је становништво умањено за више од два пута, и наглашено негативни развој (демографски, физиономски и функционални) са израженом трансформацијом класичног (натуралног) села и сељаштва у село и сељаштво са елементима тржишне оријентације, нарочито после Другог светског рата.
Природни прираштај становништва показује јасно препознатљиво смањење, које произилази из опадања броја рођених и знатне учесталости смртности. У Крупи на Врбасу је 2003. године било рођених 12, а умрлих 24, за разлику од 1979. године, када је рођених било 34, а умрлих 17.
Етничке одлике становништва Крупе на Врбасу одликује хомогеност и историјски континуитет дуговремене српске насељености. Током многобројних историјских догађаја којима је становништво насеља било захваћено, етнички састав се није битније мењао. У време турске окупације на територији Змијања је пописано православно становништво, а исламизација је забележена само у појединим случајевима, и то, у селима Бањица, Стражице и Црљени. За време аустроугарске окупације, становништво је у пописима исказано по верској припадности. Верску структуру становништва Крупе на Врбасу и околних насеља карактерише доминантна заступљеност житеља православне вероисповести. Становништва муслиманске вероисповести је највише било у Агином Селу и Бочцу, а католичке у Рекавицама, које се углавном раселило, пре и после ратних сукоба у Босни и Херцеговини деведесетих година 20. века. Непосредно по успостављању аустроугарске власти, у Шематизму Митрополије дабробосанске за 1883. годину, у опису манастира Крупа се налази податак да у близини манастира живе православни Срби и 15 мухамеданских кућа. До Другог светског рата, осим православних Срба, у насељима Бочац, Агино Село и Крупа на Врбасу, живели су и муслимани који су одсељени, највише у Бању Луку.
|             | 2013.          | 1991.          | 1981.          | 1971.          | 1961.          |
| Укупно      | 1 239 (100,0%) | 1 858 (100,0%) | 2 133 (100,0%) | 2 490 (100,0%) | 2 952 (100,0%) |
| Срби        | 1 219 (98,39%) | 1 826 (98,28%) | 1 974 (92,55%) | 2 456 (98,63%) | –              |
| Неизјашњени | 7 (0,565%)     | –              | –              | –              | –              |
| Хрвати      | 6 (0,484%)     | 7 (0,377%)     | 5 (0,234%)     | 13 (0,522%)    | –              |
| Непознато   | 3 (0,242%)     | –              | –              | –              | –              |
| Остали      | 2 (0,161%)     | 10 (0,538%)    | 8 (0,375%)     | 10 (0,402%)    | –              |
| Југословени | 1 (0,081%)     | 14 (0,753%)    | 137 (6,423%)   | –              | –              |
| Муслимани   | 1 (0,081%)     | –              | –              | –              | –              |
| Бошњаци     | –              | 1 (0,054%)1    | 7 (0,328%)1    | 10 (0,402%)1   | –              |
| Црногорци   | –              | –              | 2 (0,094%)     | –              | –              |
| Словенци    | –              | –              | –              | 1 (0,040%)     | –              |

1. 1 На пописима од 1971. до 1991. Бошњаци су пописивани углавном као Муслимани.

### Порекло становништва
У селу су 2005. године живели родови, Павловићи, пет кућа и славе Јовањдан, Амиџићи, 20 кућа и славе Никољдан, Ченићи, две куће и славе Јовањдан, Анђелићи, три куће и славе Јовањдан, Бојанићи, 20 кућа и славе Стевањдан, Лекићи, једна кућа и слави Стевањдан, Тешановићи, 23 куће и слве Стевањдан, Ерцегови, две куће и славе Лучиндан, Станетићи, две кућеи славе Јовањдан, Просани, две куће и славе Марковдан, Крупљанини, три куће и славе Никољдан, Ђурђевићи, три куће и славе Часне вериге, Љубоје, две куће и слве Ђурђевдан, Галешићи, четири куће и славе Никољдан, Ковачевићи, седам кућа и славе Ђурђевдан, Станчевићи, 10 кућа и слве Светог Вилимпију, Пролићи, две куће и слве Михољдан, Кнежевићи, једна кућа и слеви Стевањдан, Девићи, четири куће и славе Јовањдан, Поповићи, четири куће и славе Јовањдан, Чубриловићи, 17 кућа и славе Никољдан, Шамаре, 15 кућа, 12 славе Стевањдан а три Јовањдан, Ињци, седам кућа и славе Васиљдан, Малбашићи, девет кућа и славе Јовањдан, Малчићи, три куће и славе Јовањдан, Мијићи, 14 кућа, 13 славе Ђурђевдан а једна Никољдан, две фамилије Благојевића, 10 кућа, девет славе Ђурђевдан а једна Мратиндан, Врањешевићи, пет кућа и слве Ђурђевдан, Врањеши, три куће и славе Ђурђевдан, Јекићи, три куће и славе Стевањдан, Вукојевићи, једна кућа и слави Јовањдан, Орози, две куће и славе Часне вериге, Орозовићи, осам кућа и славе Часне вериге, Пеуље, 12 кућа и славе Стевањдан, Грбићи, четири куће и славе Ђурђевдан и Стевањдан, Тарлаћи, четири куће, три славе Марковдан а једна Никољдан, Лакићи, једна кућа и слави Никољдан, Новаковићи, две куће и славе Стевањдан, две фамилије Видовића, 11 кућа, шест славе Јовањдан а пет Стевањдан, Вучићи, три куће и славе Јовањдан, Шарац, једна кућа и слави Стевањдан и Часне вериге, Симићи, једна кућа и слави Стевањдан, Шкорићи,једна кућа и слави Јовањдан, Станојчићи, три куће и славе Никољдан, Ристићи, 11 кућа и славе Никољдан, Лукендићи, шест кућа и славе Јовањдан, Сердари, пет кућа и славе Часне вериге, Драгићи, једна кућа и слави Ђурђевдан, Антонићи, једна кућа и слави Часне вериге, Перићи, једна кућа и слави Јовањдан, Рађевићи, 10 кућа и славе Јовањдан, Подрашчани, једна кућа и слави Часне вериге, Шормази, две куће и славе Никољдан, Илићи, 14 кућа и славе Марковдан, Шорде, једна кућа и слави Никољдан, Товиловићи, 14 кућа и славе Марковдан, Стрике, 15 кућа и славе Ђурђевдан, Пејићи, девет кућа и славе Ђурђевдан, Чекићи, две куће и славе Јовањдан, Миловановићи, једна кућа и слави Часне вериге, Ковјенићи, једна кућа и слави Стевањдан, Михајловићи, 12 кућа и славе Стевањдан, Малићи, једна кућа и слави Никољдан, Дуцени, 15 кућа и славе Ђурђевдан, Вученовићи, седам кућа и славе Јовањдан, Шутићи, две куће и славе Јовањдан, Билићи,једна кућа и слави Часне вериге, Милановићи, једна кућа и слави Јовањдан, Тешићи, пет кућа и славе Ђурђевдан, Чивчићи, три куће и славе Ђурђевдан, две фамилије Вуковића, три куће, две славе Никољдан а једна Ђурђевдан, Крчмари, четири куће и славе Марковдан и Ђурђевдан, Ступари, једна кућа и слави Часне вериге, Мијатовићи, једна кућа и слави Јовањдан, Трожићи, једна кућа, Милашиновићи, једна кућа и слави Михољдан, Бањци, једна кућа, Макивићи, једна кућа и слави Васиљдан, Скакавци, једна кућа, Улетиловићи, једна кућа и слави Никољдан, Матијевићи, једна кућа и слави Ђурђевдан и Попадићи, једна кућа и слави Стевањдан.
У засеоку Леденице су живеле две фамилије, Мишићи, досељени из Рекавица, који су се раселили, и Пипићи, који су биолошким путем угашени, а у Рацунама, Мијићи, који су се раселили. До Другог светског рата у Крупи на Врбасу је живела муслиманска породица Џанића.
Староседелачком становништву припадају фамилије Љевари, Ерцегови, Просини, Љубоје, Галешићи, Ковачевићи, Кнежевићи, Девићи, Малбашићи, Маринковићи, Јекићи, Вучићи, Вуковићи, Станојчићи, Лукендићи, Сердари, Антонићи, Чекићи, Тешићи, Бојанићи, Благојевићи, Тешановићи, Врањешевићи, Врањеши, Пеуље, Ристићи, Дуцени, Товиловићи, Стрике, Станчевићи, Мијићи, Видовићи, Рађевићи, Пејићи, Михајловићи и Ступари.
Најстарији период досељавања становништва у Крупу на Врбасу је време турске владавине. Основни разлози досељавања у овој фази друштвене историје, по предању, су убиства бега, у појединим случајевима због боље земље (шуме, плодне земље и богатих пашњака) или због воде. Многе фамилије су првобитно насељавале неприступачне терене, у близини шума, који су им служили као скровишта у случају зулума. За време турске власти досељени су Павловићи (Дабрац код Мркоњић Града), Амиџићи (Драгорај код Кључа), Ђурђевићи (Тријебово код Мркоњић Града), Чубриловићи (Црна Гора), Шамаре (околина Задра), Ињци (Кола, где су дошли из Босанског Грахова), Орози и Оризовићи (Бочац), Шормази (Шипово), Ченићи (Далмација), Анђелићи (Црна Гора), Илићи (Херцеговина) и Крчмари (Карановац). После ослобођења од Турака Лекићи (Тријебово), Крупљанини (Крмине), Грбићи (Рекавице), Тарлаћи (Мркоњић Град), Вученовићи (Бочац), Малчићи (Рекавице), Поповићи (Крмине), Пролићи (Тријебово), Шутићи (Млиниште код Мркоњић Града), Чивчићи (Сурјан код Мркоњић Града) и Макивићи (Крмине, пореклом из Лусића), а након Другог светског рата Станетићи (Крмине), Благојевићи (Мратиндан, дошли из Рекавице), Вукојевићи (Рекавице), Лакићи (Рекавице), Новаковићи (Агино Село), Видовићи (Јовањдан, дошли из Крмина), Шарци (Соколац код Шипова), Симићи (Брегови код Кнежева), Шкорићи (Агино Село), Драгићи (Сурјан), Шорде (Рекавице), Миловановићи (Лијевче поље), Ковјанићи (Бочац), Малићи (Рекавице), Билићи (Шеховци код Мркоњић Града), Милановићи (Агино Село), Вуковићи (Ђурђевдан, дошли из Шеховаца), Мијатовићи (Агино Село), Трожићи (околина Санског Моста), Милашиновићи (Добрња), Бањци (Кључ), Скакавци (Фоча), Улетиловићи (Бочац), Матијевићи (дошли 1999. године), Перићи (Сурјан), Подрашчани (Шеховци) и Попадићи (Крмине).

## Функције насеља
По функционалном капацитету и просторном домету својих спољних функција, Крупа на Врбасу представља функционално чвориште већег значаја, које својом конвергентном и дивергентном гравитацијом обједињује и повезује многобројна насеља у окружењу, од којих се степеном повезаности истичу сеоска насеља која су до 1963. године чинила њено административно-управно подручје.
Крупа на Врбасу је 2008. имала три приватна рибњака (калифорнијске и поточне пастрмке, шарана и производњу рибљег млађа), две приватне фирме за производњу јаја, основане 1998. и 2001. године, свињогојну фарму, основану 1996/97. и ветеринарску амбуланту, која је почела са радом педесетих година 20. века. Раније је радила Земљорадничка задруга Чемерница, која је била смештена у задружном дому, а до почетка деведесетих година 20. века у Крупи на Врбасу су радиле две продавнице Агропромета из Бање Луке и робна кућа Крупа. Индустријски развој базиран је на постојању више мањих приватних предузећа, као што су за производњу расветних и грејних тела Вигмелт (основано 1981. као занатска радионица која се бавила електро-инсталатерским и браварским радовима) и пилана Мања. До почетка деведесетих година 20. века радио је погон бањалучке фабрике обуће Босна, формиран 1979. Такође, постојала су два приватна предузећа, за експлоатацију дрвета, отворено 1892, и прераду дрвета Милан Јовановић. Августа 2005. године, у завршној фази је била изградња ливнице.
Традиционално занатство у Крупи на Врбасу чинили су многи занати (воденичарски, ковачки, самарџијски, качарски и други) који су временом ишчезли и уступили своје место новим. Раније су били бројни ковачи, фамилија Боајнића је од давнина позната ковачка породица. Они су имали ковачку радњу још у реме турске окупације. До педесетих година 20. века, у засеоку Поље, радила је ковачка радња Антонија Бојанића, а 2008. радила је ковачка радња Васа Бојанића, у засеоку Леденице. Мања ковачница је постојала у Рацунама, у власништву Семеуна Тешановића, која је престала са радом осамдесетих година 20. века. По предању, на реци Крупи, муслиманске породице Џанићи, Смајлагићи и Ђумишићи су имали воденице (клинове), а Мухамед Џанић је имао и свој хан, кафану и трговину.
Носиоци развоја трговине су више приватних радњи, шест продавница, бензинска станица Парма Тренд, пчела са радом 2000. године, као и сточна пијаца, која се одржава пазарним даном - суботом, на месту Пјескуља, код засеока Леденице.
Крупа на Врбасу, по укидању статуса општинског центра, трансформисана је у административно-управни центар мањег значаја - седиште месне канцеларије, која обухвата насеља Крупа на Врбасу и Крмине. У време постојања општине, у насељу је био катастар, омладински дом, библиотека, пекара, посластичарница и други објекти.
Насеље има две основне школе, осморазредну „Војислав Илић”, раније „Рада Врањешевић”, која је почела са радом 1906. године, и четвороразредну у засеоку Леденице, која је отворена шездесетих година 20. века. У овој школи, осим ученика из Крупе на Врбасу, основно образовање стичу и ђаци путници из Крмина и Рекавица. Почетком деведесетих година престала је са радом, због мањка ученика, четвороразредна школа у Рацунама, која је основана почетком шездесетих година 20. века. Такође, насеље поседује пошту, приватно комунално предузеће Екоеуротим, које је основано 2004. године, ауто перионицу, фризерски салон, здравствену амбуланту, која ради од педесетих година 20. века, апотеку, отворену шездесетих година 20. века и удружење Завичајно врело, основано 1998. године.

### Туризам
На слаповима Крупе се од 1999. године одржава Међународна вајарска колонија Крупа, којој присуствује велики број посетилаца. На седмој Колонији, одржаној августа 2005. године, учествовали су уметници из 11 земаља (Мексика, САД, Француске, Немачке, Италије, Бугарске, Мађарске, Србије и Црне Горе, Републике Македоније, Хрватске и Јапана). Главни организатор Међународне колоније је бањалучки Клуб умјетника, а покровитељ манифестације је град Бања Лука. Један од производа ове колоније је споменик бану Милосављевићу, који је постављен у центру Бања Луке.
Октобра 2004. године на слаповима Крупе је одржана прва манифестација Повратак селу, чији су организатори Туристичка организацја Бање Луке, Центар за развој и унапређење села и месна заједница у Крупи на Врбасу. Крупа на Врбасу је била домаћин од 7. до 10. јула 2005. године Европског првенства у рафтингу Бања Лука—Врбас 2005, када је за потребе такмичара урађен камп на ушћу реке Крупе у Врбас, доведена струја, вода и улична расвета од школе до ушћа Крупе.
Крупа на Врбасу је 2008. имала пет мањих угоститељских објеката (Ранч, Сану, Оскар, Ада и Миха), два ресторана (Кањон и Крупске воде) и роштиљницу Чукура.

## Старине
Простор Крупе на Врбсау је насељен још од палеолита. Изнад врела Крупе, налази се Стрикина пећина, у којој су пронађени палеолитски трагови људске насељености, као и под Врановином и у средњем току реке Крупе. На местима Липик и под Гребеном, утврђено је постојање праисторијског насеља из енеолита (ласињска култура). Исто су пронађени у засеоку Рацуне на локалитету Градина, остаци праисторијске градине из бронзаног или гвозденог доба. На овом месту су откопавањем пронађени зидови од малтера, за које се претпоставља да су остаци стражарнице која се налазила на путу кроз засеок Рацуне у римско доба. Материјални остаци из римског доба су утврђени и на Градини, код кућа Стрика, у засеоку Поље, и из бронзаног и гвозденог доба, код родовских кућа Пеуља. По предању, у засеоку Рацуне, постоје остаци старог друма који мештани називају пут Марије Терезије. Са обе старне друма, на локалитетима Мраморје (код врела Салаковица) и Чатрња (јужно од врела Беговац), налазе се некрополе стећака из средњег века, које је месно становништво користило као грађевински камен. Код врела Беговац, по казивању мештана, налазио се стећак - мрамор, поред кога је Марија Терезија оставила кола пуна дуката. По веровању, у стећцима, нарочито они који су били исписани, налазило се закопано благо, због чега су многи стећци временом нестали. Претпоставља се да је код поменутих локалитета постојала римска етапна станица - Aemate (Lamatis), коју су неки истраживачи лоцирали на месту Бунари, у Горњем Раткову, на путу Ситница—Бања Лука. Од врела Беговац, пут је пролазио поред средњовековне некрополе стећака на локалитету Мраморје, у близини извора Салаковице, затим поред Градине у Пеуљама, до извора Љесковица, па се у Леденицама рачвао за села Кола и Рекавице.
Из средњег века су локалитети Млинови, где се верује да је постојало насеље, и Зидине, где су пронађени надгробни споменик и остаци цркве. Код православне цркве Светог Илије налази се стећак (димензије 220×140×55 cm) у облику сандука (северозапад—југоисток), украшен астралним знацима (крст, полумесец у кругу и розета), а у прошлости је била некропола са више стећака.

### Гребен
Изнад кањона Тијесно, на стрмим литицама налазе се остаци средњовековног града Гребена, који је заштићено културно добро, а састоји се из три степенасто поређана дела. Овај град се први пут у писаним документима помиње 1192. годиен, који је касније био у поседу Хрватинића, Вукчића и Нелипића. У Пријездиној повељи из 1287. године, уз град Гребен наводи се село Sepuna (Жепина) које је Милан Карановић, убицирајући насеља из повеље, лоцирао на територији данашње Крупе на Врбасу, уз саму реку Крупу. Сматра се да је Гребен био у поседу Угарске, јер га је краљ Људевит I 1374. поделио браћи Будиславу и Грегору Курјаковићу. Према појединим писаним изворима град Гребен је 1385. године био у власништву Вукца Хрватинића, који га је преузео од Угара. Гребен је 1464. године, заједно са другим градовима у долини Врбаса, представљао одбрамбени систем Јајачке бановине, у коме је 1480. логоровао угарски краљ Матија Корвин. Године 1527. Гребен освајају Турци, али се не зна да ли им је служио као војна утврда.

### Манастир Крупа на Врбасу
Недалеко од Гребена налази се манастирски храм Светог Илије, за који се претпоставља да потиче из 13. века. У неким документима се налази да је манастир саграђен између 1286. и 1296. године, у доба владавине краља Милутина, а по предању је задужбина Стефана Немање. Манастирска црква (јужни део порте) смештена је на некрополи стећака, од којих су два украшена астралним знацима. На основу археолошких ископавања, сматра се да је некропола старија од цркве. Постоје индиције да су манастир Крупу у Далмацији основали калуђери из манастира Крупе на Врбасу. Од пада Јајачке бановине 1527/28. године, па све до 18. века о манастиру нема писаних трагова, осим белешке непознатог немачког путописца који наводи опустели православни манастир Крупу на Врбасу. По предању, прагове са западних и јужних врата цркве и једну плочу са натписом Турци су искористили за подизање неке џамије. Храм је обновио 1889. године, уз дозволу аустријских власти, митрополит Сава Косановић. Почетком Другог светског рата, 1941. године, храм је био запаљен, када су изгорели и манастирски конаци, а неко време је служио ослободиоцима као бункер и митраљеско гнездо. Храм је обновљен 1964. године, а Завод за заштиту споменика културе Босне и Херцеговине га је 1970. године прогласио културним добром. Постоји могућност да је црква Светог Илије до 16. века била фрањевачки самостан, јер су поједини истраживачи средњовековне сакралне архитектуре констатовали постојање католичке цркве у Крупи на Врбасу, као и Гребенску кустодију у саставу Босанске викарије у 14, 15. и 16. веку. О присуству Гребенске кустодије и фрањевачког самостана у Гребену, указују и повеље из 1374. и 1375. године, као и писани извори, да су у Гребену вршене преписке са римским папом Пијом II, али и да је папа Павле II 1469. године одредио гребенски самостан као сигурно место у коме ће бити смештене црквене вредности које су вратили од Турака.

### Црква брвнара
У засеоку Поље, код кућа Товиловића, на локалитету Растик, налази се стара црква брвнара посвећена Светом Николи. Писана документа о градњи цркве не постоје, сем забележеног предања свештеника Богдана Врањешевића. Према том предању, храм је подигнут 1735, а освештен 1752. године од стране црногорског владике Јаничија. О градњи цркве постоје два народна веровања, да су Турци, на локалитету Спасовине, одредили да се црква подигне, али су мештани преко ноћи пренели грађу на данашње место, па су јавили Турцима да је црква прешла (прелетјела), а по другом да су Турци бранили да се подигне храм, али је бег Ђумишић дозволио својим кметовима да направе храм и да је он дао дукате за градњу. Такође, по предању, на месту данашње цркве брвнаре у прошлости је постојао храм, јер је према мештанима црква стара 500 година. Црква је направљена од храстове грађе (дужине 8,3 м, а ширине и висине 6 м). Приликом градње једно од брвана усекла је и отесала девојка из фамилије Стрика. Након одређеног времена сва брвна су оштећена, а једино је то остало цело. У цркви је сачувано Јеванђеље, штампано у Москви 1778. године. Црква је покривена лимом, а до педесетих година 20. века кровни покривач је био од шиндре. Црква брвнара је културно добро.
Из времена турске владавине, у народу су остала сећања на чардак, где се давала бегу трећина, и хан, власништво муслиманске породице Џанићи. По предању, на локалитету Мијића Гозд, у засеоку Леденице, су се налазиле ливнице, јер су приликом копања околног земљишта мештани проналазили некакве металне одливке.

### Воденице
На реци Крупи се налази девет воденица (Рацунски, Ристића, Врањешевића, Рађевића, Благојевића, Видовића, Стрикин, Тешановића млин и млин Рупањац, са два витла). До 1998. године само је једна воденица радила, а 2008. је пет било у функцији. Најстарији је Благојевића млин, који је, по предању, постојао и у турско доба. У Шематизму Митрополије дабробосанске из 1883. године, забележена су два млина ваљарице од Хаџи Абитаге Ђумишића и његовог брата из Бање Луке. Данашње воденице на реци Крупи изграђене су између два светска рата. Током деведесетих година 20. века три воденице су порушене. До четрдесетих година 20. века све воденице су биле покривене шиндром, а данас лимом. По својој аутентичности значајна је воденица у Дуцанима, у засеоку Сереџанска мала, а воденица позната као Поредовнички млин, прављена четрдесетих година 20. века, има два воденична камена.

## Општина Крупа на Врбасу
Непосредно после Другог светског рата, када улази у састав Социјалистичке Републике Босне и Херцеговине, Крупа на Врбасу је седиште истоименог месног одбора, површине 9.257 хектара, са два насеља, Крмине и Крупа на Врбасу, који је припадао округу Бања Лука. После укидања месних народних одбора, који су представљали најниже административно-територијалне јединице, формирана је педесетих година 20. века општина Крупа на Врбасу, са седиштем у истоименом насељу, као део среза Бања Лука. Она је просторно обједињавала и повезивала седам насеља, Агино Село, Бастаси, Бочац, Јагаре, Крмине, Крупа на Врбасу и Љубачево, с тим што су насеља Јагаре и Бастаси ушли у новоформирани административно-управни и територијални склоп општине Бања Лука.
Пре укудања, општина Крупа на Врбасу, са истоименим центром, имала је насеља: Агино Село, Бочац, Добрња, Дујаковци, Кола, Крмине, Крупа на Врбасу, Локвари, Лусићи, Љубачево, Павићи, Рекавице, Стричићи и Шљивно. Територија општине, која је имала површину 466 км2, је неправилног облика, са дужом страном у меридијанском правцу. Неправилност облика територије општине дуж јужне границе условљена је просторним увлачењем општине Мркоњић Град, између атара Бочца и Агиног Села, на истоку, и атара Дујаковаца, Локвара, Лусића и Крупе на Врбасу, на западу. Најсевернија тачка општине налазила се у атару Кола, према Доњим Колима, најјужнија у атару Бочца, према Баљвинама у општини Мркоњић Град, најисточнија у атару Агиног Села, према Чуковцу и Рађићима у општини Кнежево, а најзападнија у атару Павића, према Горњем Соколову у општини Рибник, и Хазићима у општини Оштра Лука. Укупна дужина граница општине износила је око 120 км (северна око 25 км, источна око 25 км, јужна око 30 км и западна граница око 40 км). Општина Крупа на Врбасу је укинута 1963. године, а насеља која су била у њеном саставу припојена су тада новоформираној општини Бања Лука.

## Слапови на реци Крупи
Викенд насеље Слапови на реци Крупи се налази у атару Крупе на Врбасу. Лоцирано је на долинским странама реке Крупе, са десне стране асфалтног пута за засеок Леденицу 2 км од магистралног пута Бања Лука—Јајце. Простире су у висинској зони од 220 до 280 м и физиономски је срасло са засеоцима Поље и Леденице. До деведесетих година 20. века у викенд насељу су се налазиле две викендице, да би интензивна изградња викенд кућа почела од 1998. године. У Крупи на Врбасу је 2005. године било 24 викендица, од којих су 17 биле у склопу викенд насеља Слапови на реци Крупи, док су остале (појединачне или усамљене) размештене у свим деловима атара. Викенд насеље се одликује добром комуналном уређеношћу. Током 2001. године асфалтиран је пут, уведена улична расвета и локални водовод. Куће у викенд насељу су углавном приземне и једноспратне, ређе вишеспратне, са кровом на две воде или изломљеним крововима. Дворишта се разликују по величини, садржајима и уређености, са тротоарима поплочаним каменом, травњацима и украсним зеленилом.

## Галерија
- Манастир Крупа на Врбасу
- Црква Светог Илије у Крупи на Врбасу
- Слапови реке Крупе
- Геолошка формација позната као Камени мост у близини Крупе на Врбасу
- Слапови реке Крупе у близини Крупе на Врбасу
- Крупа на Врбасу
- Мостић преко Крупе
- Слапови